# 徳島大学医療技術短期大学部
徳島大学医療技術短期大学部（とくしまだいがくいりょうぎじゅつたんきだいがくぶ、英語: School of Medical Sciences, The University of Tokushima）は、徳島県徳島市蔵本町3-18-15に本部を置いていた日本の国立大学である。1988年に設置され、2005年に廃止された。大学の略称は徳大医短。

## 概要

### 大学全体
- 徳島県徳島市に所在した日本の国立短期大学で、併設元は徳島大学医学部。
- 学科数3、入学総定員110名体制で1988年に開学[2]。一部入学定員が増員あったものの、学科数は増減なし。
- 2001年度の入学生を最後に[注釈 1]、2005年に短期大学としての使命を終える[4]。

### 教育および研究
- 徳島大学医療技術短期大学部は、学名通り医療技術者の養成に力をいれており、徳島大学病院での臨床実習も取り入れられていた。

### 学風および特色
- 徳島大学医療技術短期大学部は四国で唯一の医療系国立短大となっていた。
- 教員は医学部との兼任者が多いものとなっていた。
- 徳島大学にはかつて医療系の学校が４つ附属されており、それらを統合かつ発展させて誕生したのが、当短期大学である[5]。

## 沿革[注 2]

### 徳島大学医学部附属看護学校
- 1943年
  - 4月1日 徳島県立徳島医学専門学校看護婦養成所が開校する[7]。
- 1945年
  - 4月1日 徳島医学専門学校附属医院看護婦養成所に改称する。
- 1949年
  - 4月1日 徳島医科大学附属医院厚生女子部に改組される。
  - 5月1日 徳島大学医学部厚生女子部に改組される。
- 1951年
  - 3月1日 徳島大学医学部附属看護学校に改組される。白川吾一郎が校長に命じされる[8]

### 徳島大学医学部附属診療放射線技師学校
- 1960年
  - 4月1日 徳島大学医学部附属診療エックス線技師学校が設置される[9]。
- 1969年
  - 4月1日 徳島大学医学部附属診療放射線技師学校に改組される。

### 徳島大学医学部附属臨床検査技師学校
- 1963年
  - 4月1日 徳島大学医学部附属衛生検査技師学校が設置される[10]。
- 1972年
  - 4月1日 徳島大学医学部附属臨床検査技師学校に改組される。

### 徳島大学医学部附属助産婦学校
- 1957年
  - 4月1日 徳島大学医学部附属助産婦学校が設置される[11]。

### 短期大学設置計画
- 1971年
  - 7月20日 徳島大学医学部付属学校4校を統合し、将来徳島大学医療技術短期大学部を設置する計画が決定する[12]。
- 1986年
  - 9月15日 徳島大学医療技術短期大学部の新設が要求される[13]。

### 短期大学設置認可
- 1987年
  - 10月1日 左記を以て文部省[注 3]より短期大学の設置が認可される[注 4]

### 短期大学として
- 1988年
  - 4月1日 徳島大学医療技術短期大学部が以下の学科体制にて開学する[16]。
    - 看護学科 入学定員50名
    - 診療放射線技術学科 入学定員40名
    - 衛生技術学科 入学定員20名

  - 5月1日 学生数[17]/定員
    - 看護学科 女50/50
    - 診療放射線技術学科 40[注 5]/40
    - 衛生技術学科 20[注 6]/20
- 1991年
  - 4月1日 看護学科の入学定員を50→80に増員[18]。
  - 5月1日 学生数[19]/定員
    - 看護学科 177[注 6]/150
    - 診療放射線技術学科 121[注 7]/40
    - 衛生技術学科 59[注 8]/60
- 1991年
  - 4月1日 専攻科助産学特別専攻を置く[20]。
- 1999年
  - 5月1日 学生数[21]/定員
  - 看護学科 239[注 9]/240
    - 診療放射線技術学科 124[注 10]/40
    - 衛生技術学科 59[注 11]/60
- 2001年
  - 4月1日 本年度をもって学生募集を終了[注釈 1]。
- 2005年
  - 3月25日 左記を以て正式に廃止される[4]。

## 基礎データ

### 所在地
- 徳島県徳島市蔵本町3-18-15

## 教育および研究

### 組織

#### 学科[注 12]
- 看護学科 入学定員80名
- 診療放射線技術学科 入学定員40名
- 衛生技術学科 入学定員20名

#### 専攻科
- 助産学特別専攻 入学定員20名[注 13]

#### 別科
- なし

#### 取得資格について
受験資格
- 看護師：看護学科
- 診療放射線技師：診療放射線技術学科
- 臨床検査技師：衛生技術学科
- 助産婦：専攻科助産学特別専攻

### 研究
- 『徳島大学医療技術短期大学部紀要』[1]

## 大学関係者と組織

### 大学関係者一覧

#### 大学関係者
歴代学長
- 武田克之
- 齋藤史郎

## 施設

### キャンパス
- 設備：医療技術短期大学部独自のキャンパスが設置されていた[24]。

### 学生食堂
- 徳島大学医療技術短期大学部には独自の学生食堂（学食）はなく、医学部または薬学部と共同使用されていた。

### 寮
- 特になし[25]。

## 対外関係

### 系列校
- 徳島大学
- 徳島大学工業短期大学部

## 卒業後の進路について

### 就職について
- 全学科とも専門職として徳島大学病院をはじめ医療機関に就職している[23]。

### 編入学・進学実績
- 進路先として、衛生技術学科卒業後に、徳島大学工学部生物工学科3年次に編入学した学生もいる[23]。